# Substantivos da língua espanhola
Os substantivos da língua espanhola expressam elementos concretos, grupos e classes de objetos, qualidades, sentimentos e outras abstrações. Todos os substantivos possuem um gênero gramatical. Todos os substantivos classificados como "contáveis" flexionam-se em número (singular e plural). Entretanto, a diferença entre substantivos contáveis e não-contáveis é mais ambígua do que na língua inglesa.